# Червеноопашата чучулига
Червеноопашата чучулига (Ammomanes phoenicura) е вид птица от семейство Чучулигови (Alaudidae).

## Разпространение
Видът е разпространен в Индия, Непал и Пакистан.